# Nephrolepis
Nephrolepis, rod papratnjača smješten u vlastitu porodicu Nephrolepidaceae,  a po drugima u porodicu Polypodiaceae, dio reda osladolike. Pripada mu 29 vrsta raširenih po svim kontinentima osim Europe
Često se ubraja u Lomariopsidaceae.

## Vrste
1. Nephrolepis abrupta (Bory) Mett.
2. Nephrolepis acutifolia (Desv.) Christ
3. Nephrolepis arida D. L. Jones
4. Nephrolepis biserrata (Sw.) Schott
5. Nephrolepis brownii (Desv.) Hovenkamp & Miyam.
6. Nephrolepis cocosensis A. Rojas
7. Nephrolepis cordifolia (L.) C. Presl
8. Nephrolepis davalliae Alderw.
9. Nephrolepis davallioides (Sw.) Kunze
10. Nephrolepis delicatula (Decne.) Pic. Serm.
11. Nephrolepis dicksonioides Christ
12. Nephrolepis equilatera A. Rojas
13. Nephrolepis exaltata (L.) Schott
14. Nephrolepis falcata (Cav.) C. Chr.
15. Nephrolepis falciformis J. Sm.
16. Nephrolepis flexuosa Colenso
17. Nephrolepis grayumiana A. Rojas
18. Nephrolepis hirsutula (G. Forst.) C. Presl
19. Nephrolepis kurotawae Makino
20. Nephrolepis lauterbachii (Christ) Christ
21. Nephrolepis obliterata (R. Br.) J. Sm.
22. Nephrolepis obtusiloba A. Rojas
23. Nephrolepis occidentalis Kunze
24. Nephrolepis pectinata (Willd.) Schott
25. Nephrolepis pendula (Raddi) J. Sm.
26. Nephrolepis pickelii Rosenst. ex A. Sampaio
27. Nephrolepis radicans (Burm.) Kuhn
28. Nephrolepis rivularis (Vahl) Mett. ex Krug
29. Nephrolepis undulata (Afzel. ex Sw.) J. Sm.
30. Nephrolepis × averyi Nauman
31. Nephrolepis × copelandii W. H. Wagner
32. Nephrolepis × hippocrepidis Miyam.
33. Nephrolepis × medlerae W. H. Wagner
34. Nephrolepis × pseudobiserrata Miyam.

## Sinonimi
- Cardiostegia T.Moore
- Lepidoneuron Fée
- Leptopleuria C.Presl
- Lindsayoides Nakai